# Alessio Beccaguto

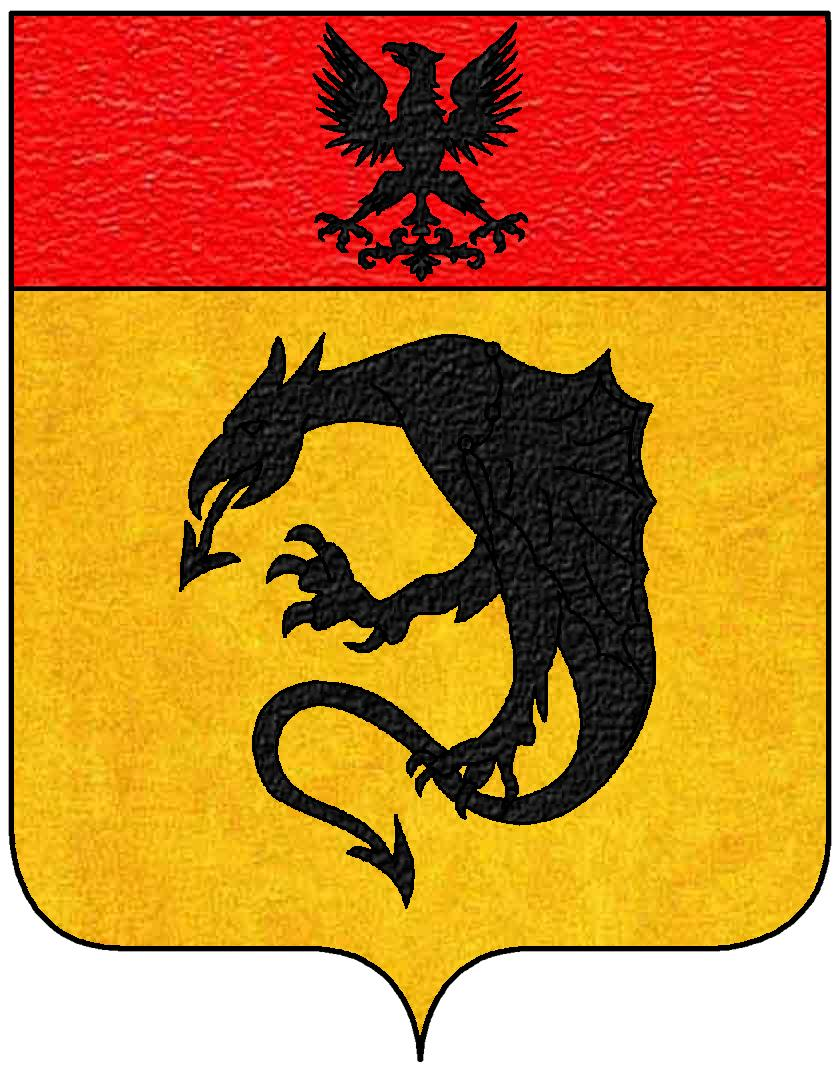
Stemma dei Beccaguti

Alessio (Alessandro) Beccaguto (Beccaguti) (Mantova, 1476 circa – Mantova, 1528) è stato un militare e ingegnere italiano.

## Biografia
Era figlio di Anselmo Beccaguto, discendente da una nobile famiglia di mercanti della Val Camonica, stabilitasi a Mantova nel XIV secolo.
Sin da giovane fu avviato alla carriera militare e fu al servizio dei Gonzaga prima di Francesco II Gonzaga e poi di Federico II, marchesi di Mantova, per i quali si occupò del sistema difensivo dello stato gonzaghesco in qualità di ingegnere militare.
Ricoprì importanti incarichi militari e combatté col grado di capitano a fianco dei signori di Mantova nella battaglia di Fornovo del 1495, nella presa di Asola con la conseguente battaglia di Casaloldo del 1509 e nella difesa di Urbino del 1519.
Morì a Mantova nel 1528.
Della famiglia si conserva ancora il palazzo a Mantova ove risiedeva in Via San Domenico, ora via Mazzini.

## Arma
Su uno scudo bipartito compare un grifone rampante nero su fondo oro, sormontato da un'aquila nera, ad ali spiegate, su fondo rosso.